# NGC 2685
NGC 2685 (còn được gọi Thiên hà Helix) là một thiên hà dạng vòng và cực Seyfert Loại 2 trong chòm sao Đại Hùng. Nó dài khoảng 50.000 năm ánh sáng và khoảng 42   cách Trái đất hàng triệu năm ánh sáng. Nó đang lùi dần từ Trái đất ở 883   km mỗi giây. Nó là một đối tượng được các nhà khoa học quan tâm, bởi vì các thiên hà vòng cực là các thiên hà rất hiếm. Chúng được cho là hình thành khi hai thiên hà tương tác hấp dẫn với nhau. "Cấu hình kỳ quái có thể được gây ra bởi sự bắt giữ vật chất từ một thiên hà khác bởi một thiên hà đĩa, với các mảnh vụn bị bắt được kéo ra trong một vòng quay. Tuy nhiên, các đặc tính quan sát được của NGC 2685 cho thấy cấu trúc vòng xoay rất cũ và ổn định. "
Allan Sandage gọi NGC 2685 là "có lẽ là thiên hà kỳ dị nhất trong Danh mục Shapley-Ames ".

## Bộ sưu tập

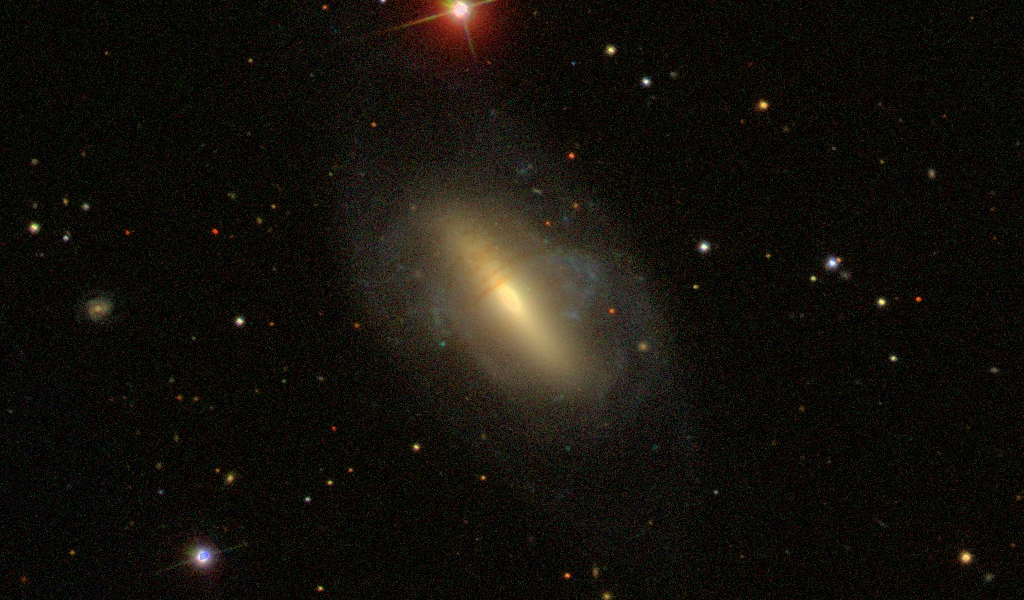
Hình ảnh SDSS
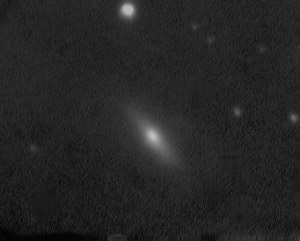
Trondal lẻ
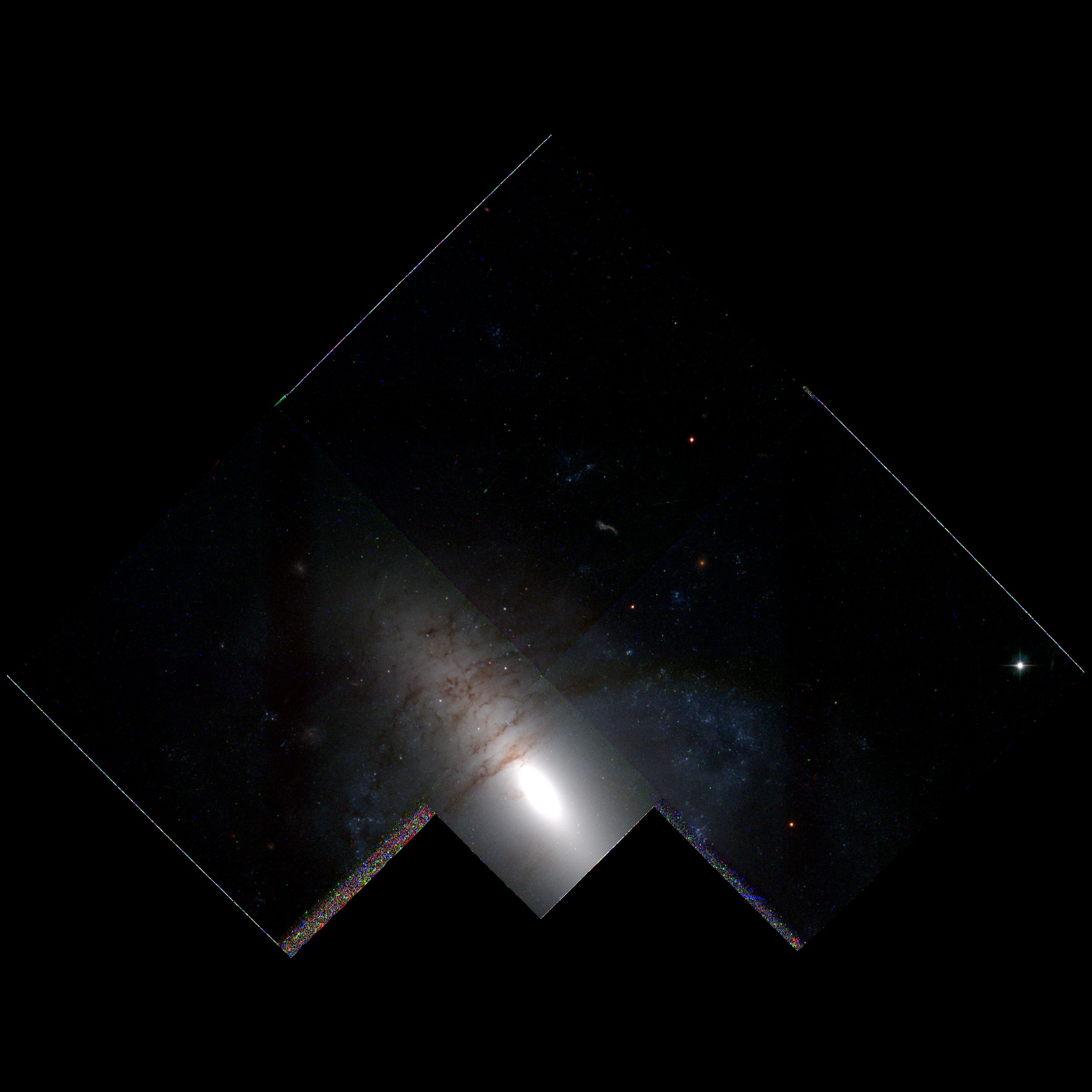
Hình ảnh HST